# Sébastien Debs
Sébastien Félix Albert „Ceb“ Debs (* 11. Mai 1992) ist ein französisch-libanesischer E-Sportler, der für OG in der Disziplin Dota 2 antritt und mit dem Team zwei Mal in Folge The International gewonnen hat. In der Liste der finanziell erfolgreichsten E-Sportler belegt Debs mit mehr als 5.800.000 US-Dollar Siegprämien Rang vier.

## Karriere
Debs begann seine professionelle Dota-2-Karriere im Jahr der Spieleveröffentlichung, 2011. Erste internationale Erfolge konnte er 2012 mit mTw erzielen. Mit der deutschen Organisation gewann Debs die Dreamhack Summer 2012 und qualifizierte sich für The International 2012. Nach dem Ausscheiden in der ersten Runde des Turniers verließ er das Team. Bis 2015 trat Debs für zehn verschiedene Teams an, ohne bedeutende Erfolge erreichen zu können. Im März 2015 unterschrieb er einen Vertrag bei dem Sieger von The International 2013, der schwedischen Organisation Alliance. Da die erhofften Ergebnisse ausblieben, trennten sich Debs und Alliance nach nur fünf Monaten wieder. Im folgenden Jahr wurde Debs als Trainer von OG unter Vertrag genommen. In dieser Position konnte er das Manila Major 2016, Boston Major 2016 und Kiev Major 2017 mit dem Team gewinnen und an The International 2016 und 2017 teilnehmen. Debs gilt durch diese Erfolge als einer der erfolgreichsten Trainer eines Dota-2-Teams. Mitte 2018 wechselte Debs in das aktive Team von OG nachdem mehrere Spieler das Team verlassen hatten. In Folge der kurzfristigen Änderungen trat OG trat als Außenseiter bei The International 2018 an und schaffte es überraschend das zu diesem Zeitpunkt höchstdotierte E-Sports Turnier zu gewinnen. Obwohl OG bis zur nächsten Ausgabe von The International kein Turnier gewinnen konnte, verteidigte Debs mit seinem Team den Titel. Er und seine Mitspieler sind damit die ersten Spieler, die das Turnier zwei Mal gewinnen konnten und die fünf E-Sportler, die am meisten Gewinne durch Preisgeld erspielten. Nach The International 10 beendete Debs seine aktive Spielerkarriere. Als 2022 ein Spieler seines ehemaligen Teams aufgrund von Problemen mit einem Visum nicht an der ESL One Stockholm 2022 teilnehmen konnte, trat er als Ersatzspieler an und triumphierte bei dem Major-Turnier.

## Erfolge (Auswahl)
| Datum     | Platz | Turnier                | Preisgeld   |
| --------- | ----- | ---------------------- | ----------- |
| Juni 2012 | 1.    | Dreamhack Summer 2012  | 2.844 $     |
| Aug. 2018 | 1.    | The International 2018 | 2.246.831 $ |
| Aug. 2019 | 1.    | The International 2019 | 3.124.036 $ |
| Dez. 2020 | 2.    | EPIC League Division 1 | 20.000 $    |
| Mai 2022  | 1.    | ESL One Stockholm 2022 | 40.000 $    |

| Datum     | Platz    | Turnier                |
| --------- | -------- | ---------------------- |
| Juni 2016 | 1.       | Manila Major 2016      |
| Aug. 2016 | 9. – 12. | The International 2016 |
| Dez. 2016 | 1.       | Boston Major 2016      |
| Apr. 2017 | 1.       | Kiev Major 2017        |
| Aug. 2017 | 7. – 8.  | The International 2017 |